# Allophylus rubifolius
Allophylus rubifolius är en kinesträdsväxtart som först beskrevs av Ferdinand von Hochstetter och Achille Richard, och fick sitt nu gällande namn av Adolf Engler. Allophylus rubifolius ingår i släktet Allophylus och familjen kinesträdsväxter.

## Underarter
Arten delas in i följande underarter:
- A. r. alnifolius
- A. r. dasystachys
- A. r. rhusiphyllus